# Early Morning Cold Taxi
Pistes de The Who Sell Out
Jaguar Hall of the Mountain King
Early Morning Cold Taxi est une chanson du groupe britannique The Who, paru sur l'anthologie Thirty Years of Maximum R&B en 1994 et sur les titres bonus de l'album The Who Sell Out en 1995. 

## Genèse et enregistrement
Ce qui rend cette chanson particulière, c'est le fait qu'elle est cosignée par Roger Daltrey, ce qui est très rare dans l'histoire du groupe. Elle a été en fait entièrement écrite par Dave « Cy » Langston, un roadie des Who et collaborateur occasionnel. Langston (ancien membre d'un groupe nommé Cyrano and the Bergeracs) et Daltrey essayaient de créer une équipe de compositeurs, suivant l'exemple de Lennon/McCartney.

## Composition
C'est une chanson d'amour remplie d'espoir. On remarque un mélange de guitares acoustiques et électriques, avec un solo de guitare acoustique. 
La fin de la chanson est une publicité composée par le groupe pour la marque de boissons Coca-Cola.